# Кровососущие комары
Кровососу́щие комары́, или комары́, или настоящие комары (лат. Culicidae) — семейство двукрылых насекомых, принадлежащих к группе длинноусых (Nematocera), самки имаго которых в большинстве случаев являются компонентом комплекса гнуса. Характерны для этого семейства ротовые органы: верхняя и нижняя губа вытянуты и образуют футляр, в котором помещаются длинные тонкие иглы (2 пары челюстей); у самцов челюсти недоразвиты — они не кусаются. Подвижные личинки и куколки комаров живут в стоячих водоёмах. В современном мире насчитывается около 3600 видов комаров, относящихся к 38 родам. В России обитают представители 100 видов, относящихся к родам настоящих комаров (Culex), кусак (Aedes), Culiseta, Малярийные комары (Anopheles), Toxorhynchites, Uranotaenia, Orthopodomyia, Coquillettidia.
Жизненный цикл комаров включает четыре стадии развития: яйцо → личинка → куколка → имаго, или взрослая особь.

## Этимология
Русское слово комар восходит к праслав. *komarъ/komarь, вероятно, звукоподражательного происхождения, либо с мотивировкой «роящееся, сбивающееся в ком насекомое».

## Ареал
Комары широко распространены по всему земному шару и населяют все континенты, кроме Антарктиды; их нет также в Исландии и на Фарерских островах. Наиболее широк ареал комара обыкновенного (Culex pipiens), который распространён повсюду, где встречается человек — его основная жертва. В тёплых и влажных тропических регионах они активны в течение всего года, но в регионах с умеренным климатом они зимуют, впадая в диапаузу на одной из стадий развития (чаще на стадии имаго или яйца) в течение холодного времени года. Арктические комары сохраняют активность на протяжении лишь нескольких недель в году, когда под действием тепла образуются бассейны воды термокарст в верхней части вечной мерзлоты. Тем не менее, за это время они успевают расплодиться в огромных количествах — стаи комаров могут принимать до 300 мл крови за сутки от каждого животного в стаде карибу. Яйца комаров, обитающих в умеренных широтах, более устойчивы к негативному действию холода, чем яйца комаров, распространённых в более тёплых климатических зонах. Они даже могут переносить воздействие снега и действие отрицательных температур. Кроме того, взрослые особи могут выживать в течение всей зимы в условиях подходящих для их зимовки местообитаний (например, тёплые и влажные подвалы жилых домов).

### Средства распространения
Распространение различных видов комаров по всему миру и перемещение их на большие расстояния в регионы, где они не являются аборигенами, произошло благодаря человеку. В первую очередь, это путешествия по морским путям, в которых яйца, личинки и куколки комаров перевозятся в заполненных водой изношенных шинах или тарах со срезанными цветами. Однако, кроме морского транспорта, комары активно освоили перемещение на личных транспортных средствах, грузовиках, поездах и даже самолётах. Таким образом, распространение комаров трудно контролировать, и даже карантинные меры оказались недостаточно эффективными и трудно реализуемыми на практике.

## Морфологическое описание

Анатомия взрослого комара

Комары — насекомые с тонким телом (длиной 4—14 мм), длинными ногами и узкими прозрачными крыльями (размах крыльев от 5 до 30 мм). Окраска тела у большинства видов жёлтая, коричневая или серая, однако бывают чёрно- или зелёноокрашенные виды. Брюшко удлинённое, состоящее из 10 сегментов. Грудь шире брюшка. Лапки заканчиваются парой коготков. Крылья покрыты чешуйками, скопления которых иногда образуют пятна. Антенны длинные, состоят из 15 члеников. Ротовой аппарат колюще-сосущего типа. У самок хоботок длинный и состоит из колющих щетинок, у самцов — без них.
Ротовой аппарат спрятан в трубочковидную нижнюю губу. Внутри неё находятся несколько похожих на стилеты-пилочки челюстей (нч — нижние челюсти и вч — верхние челюсти). Челюстями комар прорезает дырочку в коже, погружает глубже хоботок до уровня кровеносных капилляров и по этим же ротовым придаткам, как по сборной трубочке сосёт кровь.
Не путать:
- За огромных комаров иногда принимают насекомых из семейства долгоножек, похожих на них ногами и формой крыльев.
- На английский язык слово «комар» переводится как mosquito, поэтому это слово нередко ошибочно переводят с английского как «москит».

## Палеонтология
Древнейшие комары были найдены в меловом бирманском янтаре (†Burmaculex antiquus) и ливанском янтаре (†Libanoculex intermedius), однако предполагается, что это семейство существовало уже в юрском периоде. Всего описано 28 ископаемых видов комаров в составе 12 родов, шесть из которых являются вымершими.

## Классификация

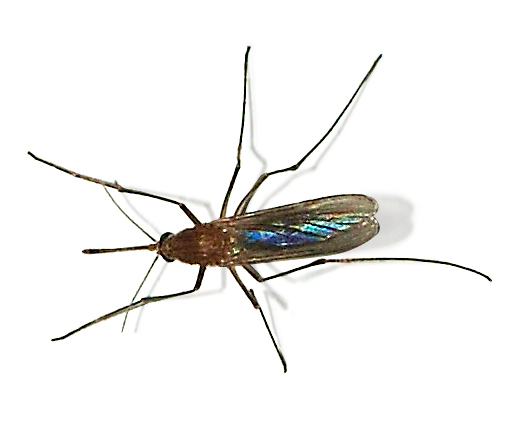
Комар обыкновенный (Culex pipiens)

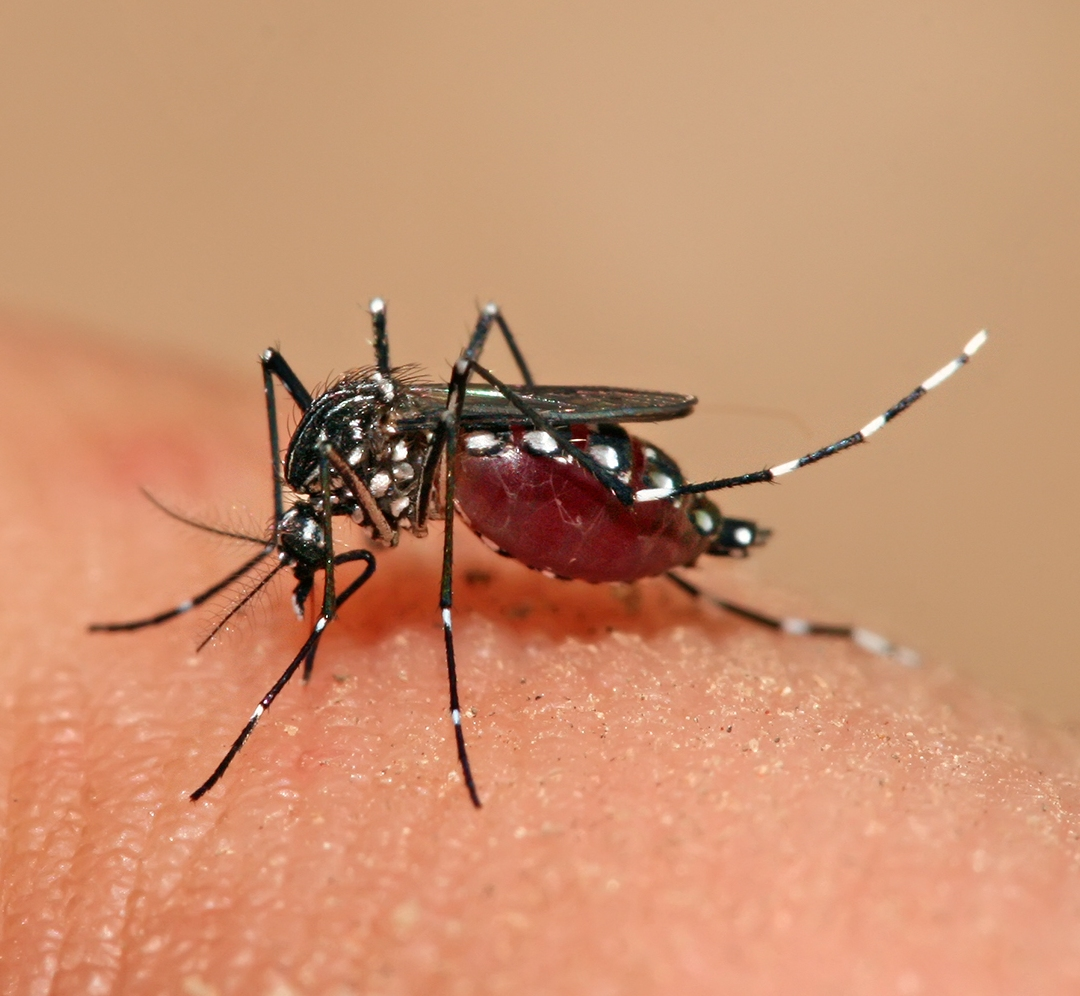
Комар жёлтолихорадочный (Aedes aegypti) на жертве

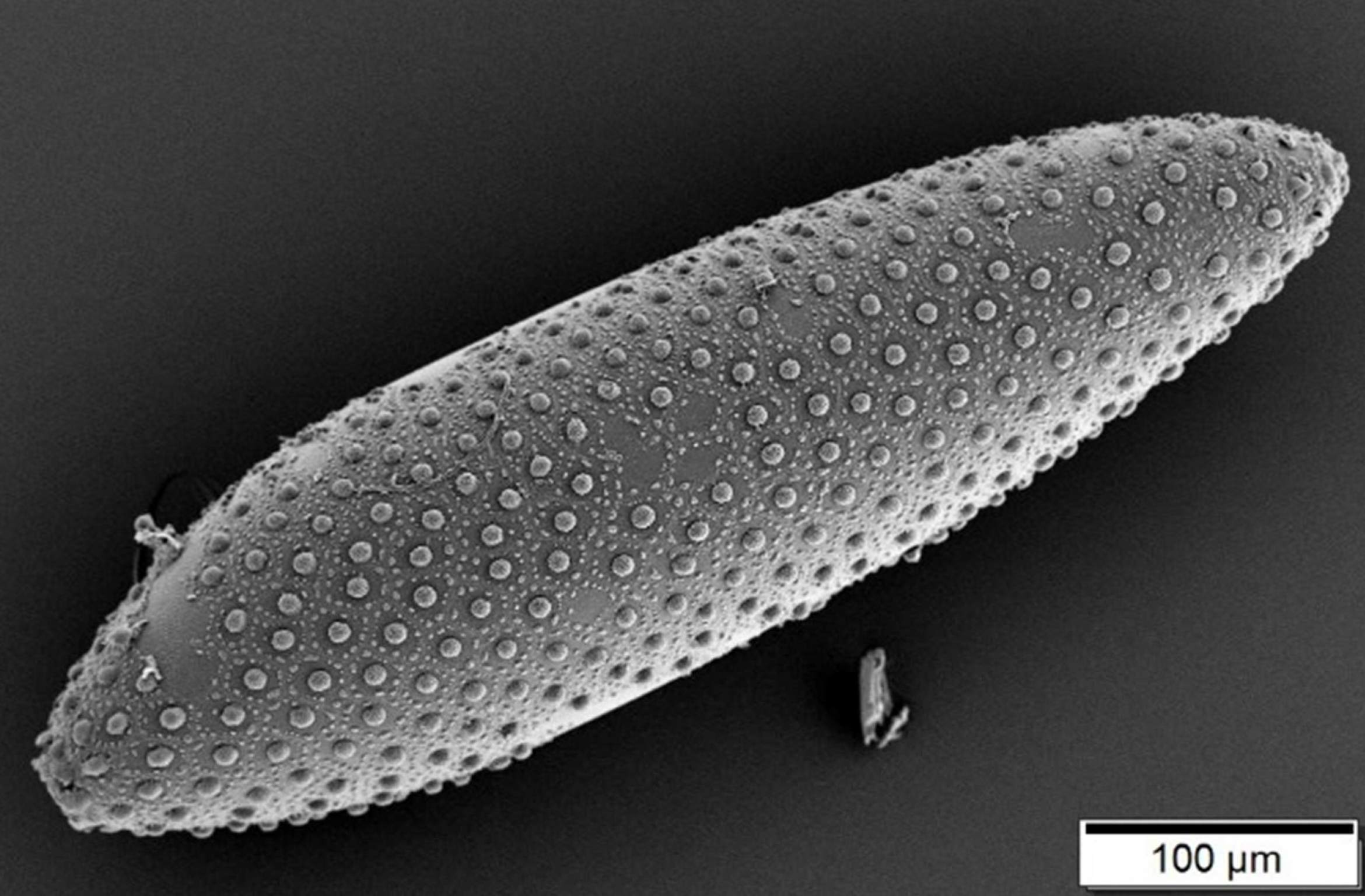
Электронная микрофотография яйца комара

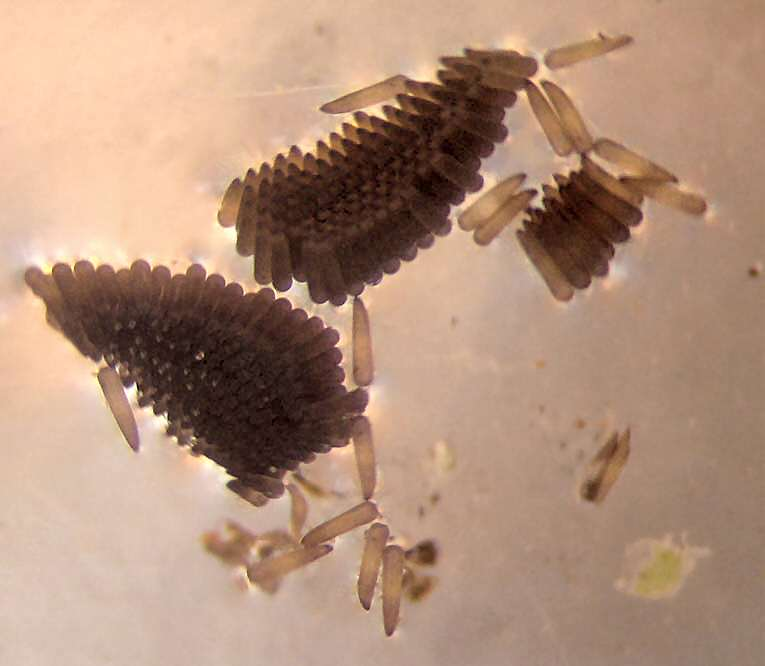
Яичный плот вида Culex, частично сломанный, с отдельными формами яиц

Анатомия личинки кулекс

В составе семейства насчитывают 3570 валидных видов, 130 подвидов, 41 род, 187 подродов. Внутри семейства выделяют два подсемейства, подсемейство Culicinae подразделяют на 11 триб:
- Подсемейство Anophelinae Grassi, 1900
  - Род Малярийные комары (Anopheles Meigen, 1818)
  - Род Bironella Theobald, 1905
  - Род Chagasia Cruz, 1906
- Подсемейство Culicinae Meigen, 1818
  - Триба Aedeomyiini Theobald, 1901
    - Род Aedeomyia Theobald, 1901

  - Триба Aedini Neveu-Lemaire, 1902[8]
    - Род Кусаки (Aedes Meigen, 1818)
    - Род Armigeres Theobald, 1901
    - Род Eretmapodites  Theobald, 1901
    - Род Haemagogus Williston, 1896
    - Род Heizmannia Ludlow, 1905
    - Род Opifex Hutton, 1902
    - Род Psorophora Robineau-Desvoidy, 1827
    - Род Udaya Thurman, 1954
    - Род Verrallina Theobald, 1903
    - Род Zeugnomyia Leicester, 1908

  - Триба Culicini Meigen, 1818
    - Род Кулексы (Culex Linnaeus, 1758)
    - Род Deinocerites Theobald, 1901
    - Род Galindomyia Stone & Barreto, 1969
    - Род Lutzia Theobald, 1903

  - Триба Culisetini Belkin, 1962
    - Род Culiseta Felt, 1904

  - Триба Ficalbiini Belkin, 1962
    - Род Ficalbia Theobald, 1903
    - Род Mimomyia Theobald, 1903

  - Триба Hodgesiini Belkin, 1962
    - Род Hodgesia Theobald, 1904

  - Триба Mansoniini Belkin, 1962
    - Род Coquillettidia Dyar, 1905
    - Род Mansonia Blanchard, 1901

  - Триба Orthopodomyiini Belkin, Heinemann & Page, 1970
    - Род Orthopodomyia Theobald, 1904

  - Триба Sabethini Blanchard, 1905
    - Род Isostomyia Coquillett, 1906
    - Род Johnbelkinia Zavortink, 1979
    - Род Kimia Huong & Harbach, 2007
    - Род Limatus Theobald, 1901
    - Род Malaya Leicester, 1908
    - Род Maorigoeldia Edwards, 1930
    - Род Onirion Peyton & Harbach, 2000
    - Род Runchomyia Theobald, 1903
    - Род Sabethes Robineau-Desvoidy, 1827
    - Род Shannoniana Lane & Cerqueira, 1942
    - Род Topomyia Leicester, 1908
    - Род Trichoprosopon Theobald, 1901
    - Род Tripteroides Giles, 1904
    - Род Wyeomyia Theobald, 1901

  - Триба Toxorhynchitini Lahille, 1904
    - Род Toxorhynchites Theobald, 1901

  - Триба Uranotaeniini Lahille, 1904
    - Род Uranotaenia Lynch Arribálzaga, 1891

## Питание комаров

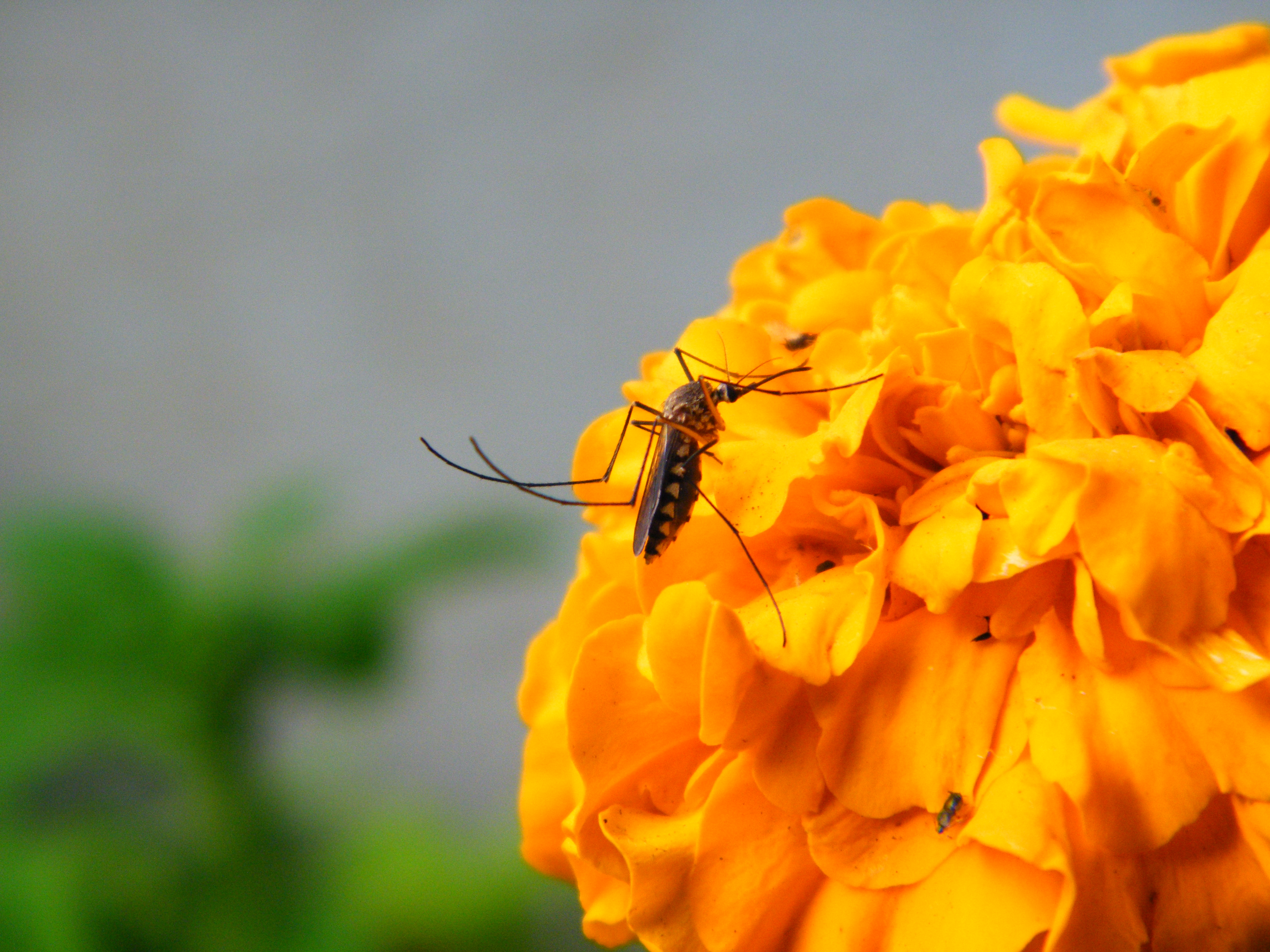
Комары питаются нектаром

Как правило, самцы и самки комаров питаются нектаром и соками растений, но у многих видов ротовой аппарат самок приспособлен для прокалывания кожи животных-хозяев, чтобы сосать их кровь (эктопаразитизм). У некоторых видов самка должна получить питательные вещества из крови жертвы, прежде чем она сможет производить яйца, тогда как у многих других видов после питания кровью самки приобретают способность производить больше яиц. Оба источника питания (растительные материалы и кровь животных) в виде сахаров (углеводов) являются источником энергии для комара. Кроме того, кровь является источником более концентрированных и полезных питательных веществ, таких как липиды, однако самое важное значение крови в рационе комаров — получение белков в качестве строительного материала для производства яиц. Таким образом, существует определённая специализация: самки комаров питаются кровью для воспроизводства полноценного потомства, а самцы воздерживаются от паразитного питания кровью жертв. Подобная картина наблюдается и у представителей некоторых других семейств насекомых, например у слепней.
Для большинства видов комаров источником крови («прокормителями») являются теплокровные позвоночные: млекопитающие и птицы. Но некоторые виды способны питаться кровью рептилий, амфибий и даже рыб.
Бо́льшая часть органов обоняния или обонятельной системы комара специализируется на поиске («вынюхивании») источников крови: из 72 типов обонятельных рецепторов, расположенных на антеннах комара, по крайней мере 27 настроены на обнаружение химических веществ, выделяемых с по́том животных и человека. У комаров Aedes поиск жертвы (хозяина) происходит в два этапа: восприятие специфического поведения объекта (перемещение), восприятие его химических и физических характеристик.

## Образ жизни

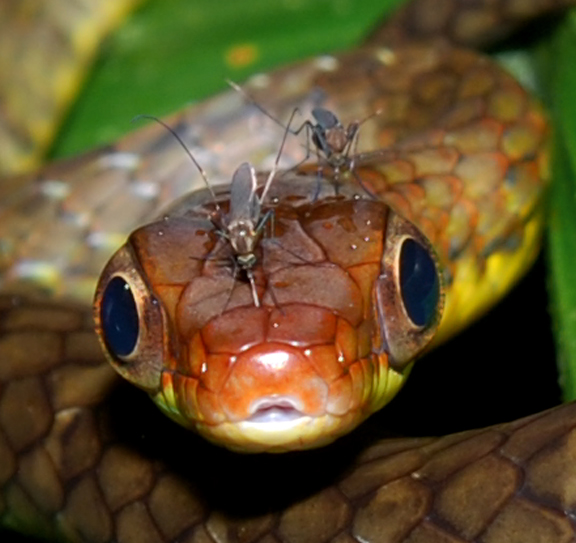
Комары на рептилии

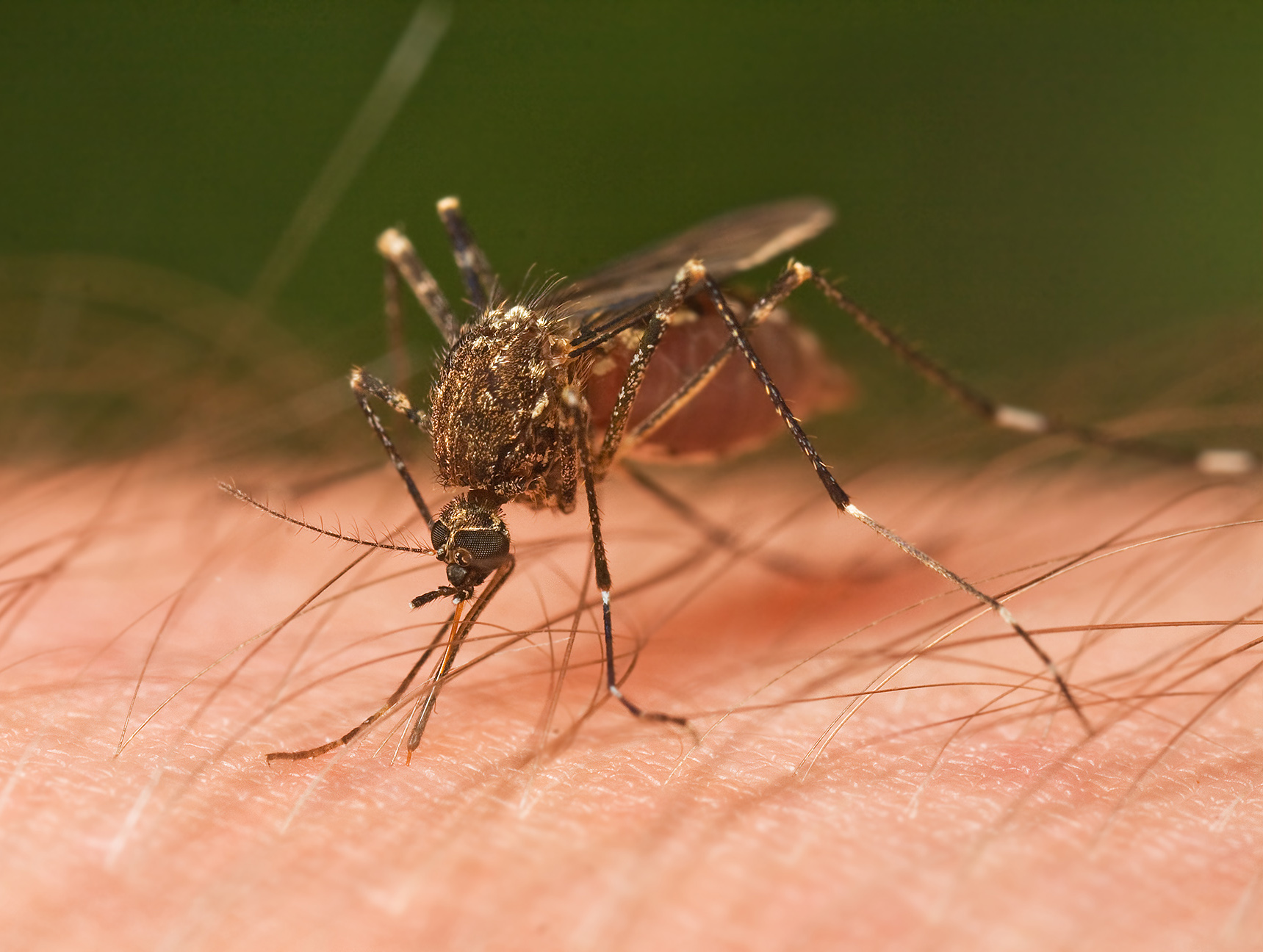
Самка Ochlerotatus notoscriptus кормится кровью из человеческой руки, Тасмания, Австралия

Обычно в умеренном поясе комары активны с мая по октябрь. Если зимой было много снега, а весна ранняя, устойчиво тёплая и умеренно-влажная, комары могут появиться уже в апреле.
Как и у всех прочих двукрылых насекомых, у комаров 4 фазы развития: яйцо, личинка, куколка, имаго. При этом все фазы, кроме имаго, живут в водоёмах. Живущие в воде личинки и куколки комаров дышат атмосферным воздухом через дыхательные трубки, выставляя их на поверхность. Личинки комаров — фильтраторы или отскрёбыватели — питаются водными микроорганизмами. Питание имаго часто двойственно: самки большинства видов комаров пьют кровь позвоночных: млекопитающих, птиц, рептилий и амфибий; в то же время самцы всех без исключения видов комаров питаются нектаром цветковых растений. Однако представители подсемейства Toxorhynchitinae имеют хищных личинок, тогда как их имаго (и самцы, и самки) питаются исключительно нектаром.
Летом взрослые самки кровососущих комаров встречаются как в природе в заболоченных и сырых местах, так и в помещениях для животных, в жилище человека на стенах, окнах, в затенённых местах. Зимой их можно встретить в помещениях для скота, тёплых подвалах, других постройках, где они пребывают в малоактивном состоянии, либо в оцепенении (если температура ниже 0 °C).
При выборе жертвы самка кровососущего комара ориентируется на запах молочной кислоты, содержащейся в поте (несколько километров), на углекислый газ, выдыхаемый человеком (сотни метров) и на тепловое излучение (несколько метров), на движение, а также самка комара реагирует на свет, предпочитая слабо освещённые помещения, из-за чего в городских квартирах самки ведут в основном ночной образ жизни.
Средняя продолжительность жизни самки С. p. pipiens f. molestus в значительной степени зависит от температуры. В лабораторных условиях, на углеводном питании при 25 °C самки живут в среднем 43 дня, при +20 °С — 57 дней, а при +10…+15 °С — 114—119 дней; в случае отсутствия питания продолжительность жизни сильно сокращается. Продолжительность жизни самцов во всех случаях намного меньше, так при +25 °C она составляет всего 19 дней.
Совершенно другая картина наблюдается у комаров экотипа pipiens, которые при определённых обстоятельствах могут стать долгожителями. Если самки вылупились из куколок в июле — начале августа, то все они диапаузируют и идут на зимовку, которая продолжается до марта—мая; после окончания зимовки они размножаются и живут ещё 1—2 месяца. В общей сложности продолжительность жизни таких самок составляет примерно год. Для сравнения, продолжительность жизни комаров Aedes, диапаузирующих на стадии яиц, намного короче: они рождаются весной, размножаются и к осени погибают.
Куколки подвижны. Дыхательные отверстия куколки расположены не на брюшке, как у личинок и имаго, а на верхней стороне груди, которую насекомое держит возле поверхности во время дыхания, и через которую выбирается созревшее имаго. На опустевшей оболочке куколки насекомое ждёт, пока крылья не обсохнут, прежде чем полететь.

## Размножение
Самки комаров в период спаривания привлекают внимание самцов характерным тонким звуком, напоминающим писк, который создают с помощью крыльев. Комары улавливают звуковые колебания своими чувствительными усиками. Самки пищат чуть тоньше самцов, молодые — не так, как старые. И комары-самцы это слышат и делают выбор в пользу взрослых самок. Комары образуют рой, где и происходит спаривание самцов и самок.
Самка комара откладывает 30—150, реже до 280 яиц каждые два—три дня. Вылупление личинки обычно происходит в течение 48 часов, но у некоторых видов яйца зимуют. Личинка проходит три линьки, после четвёртой линьки превращается в куколку. Длительность развития личинок и куколок сильно зависит от температуры. Взрослые комары появляются через 7—15 дней, но иногда развитие личинок и куколок длится более месяца. Для воспроизводства яиц комарам почти всегда требуется кровь, поэтому цикл откладки яиц находится в прямой зависимости от потребления крови. Только некоторые городские подвиды могут откладывать яйца, не выпив крови, но яиц при этом откладывают очень мало.
Яйца откладываются в стоячие или слабопроточные водоёмы на поверхность воды (роды Anopheles и Culex), на влажную почву у края воды пересыхающих летом и затопляемых весной водоёмов или приклеиваются к плавающим и омываемым водой предметам (у Culex). Яйца на водной поверхности соединяются в виде плотика. Личинка покидает яйцо с нижнего конца.

## Влияние комаров на экосистему, польза комаров
Личинки комаров способны фильтровать воду. В водоёмах для них всегда есть пища, поэтому они их очищают от водорослей и продуктов разложения. Даже после смерти комары оставляют пользу, которая заключается в том, что куколки из водоёмов приносят в почву много микроэлементов, обогащая таким образом почву.
Комары и их личинки являются пищей для стрекоз, рыб и летучих мышей.
Самцы комаров питаются пыльцой, а не кровью, и участвуют в опылении растений.
После комариных укусов возможны осложнения.

## Укус комара

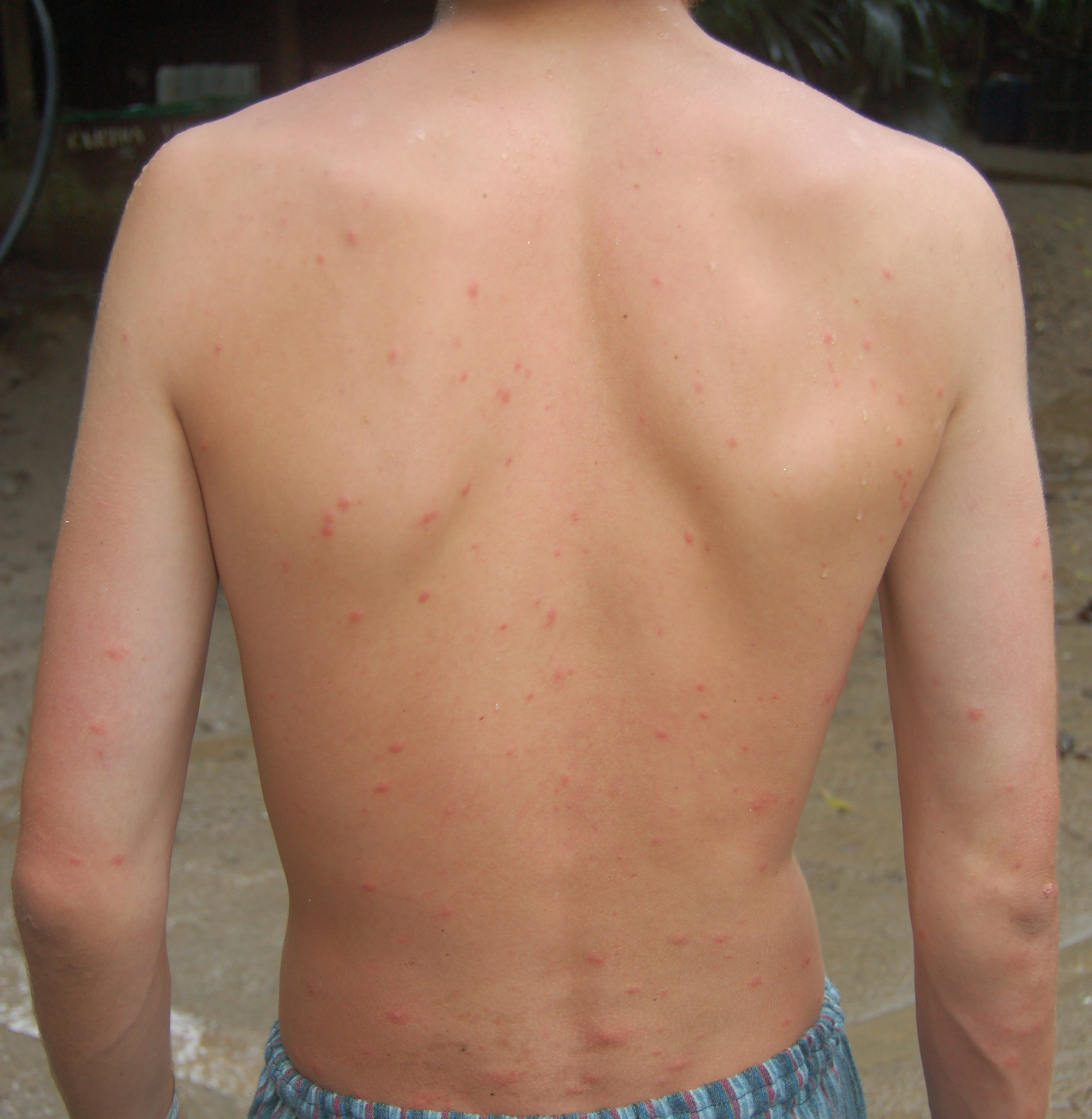
Места укусов комаров

Перед тем как самка комара начинает пить кровь, она вводит в кожу своей жертвы слюну, содержащую антикоагулянты, препятствующие свёртыванию крови. Именно слюна комара вызывает зуд, отёк, покраснение в месте укуса, а в некоторых случаях и тяжёлую аллергическую реакцию. И именно со слюной передаются переносимые комарами инфекции.

## Значение в жизни человека
Комары являются переносчиками опасных заболеваний: малярии, жёлтой лихорадки, денге и некоторых энцефалитов. Из этих болезней одна только малярия является причиной смерти около двух миллионов человек ежегодно. Кроме того, их укусы могут вызывать зуд и аллергическую реакцию, обозначаемую в медицинской документации как реакция на укус насекомого.

## Болезни, передаваемые комарами

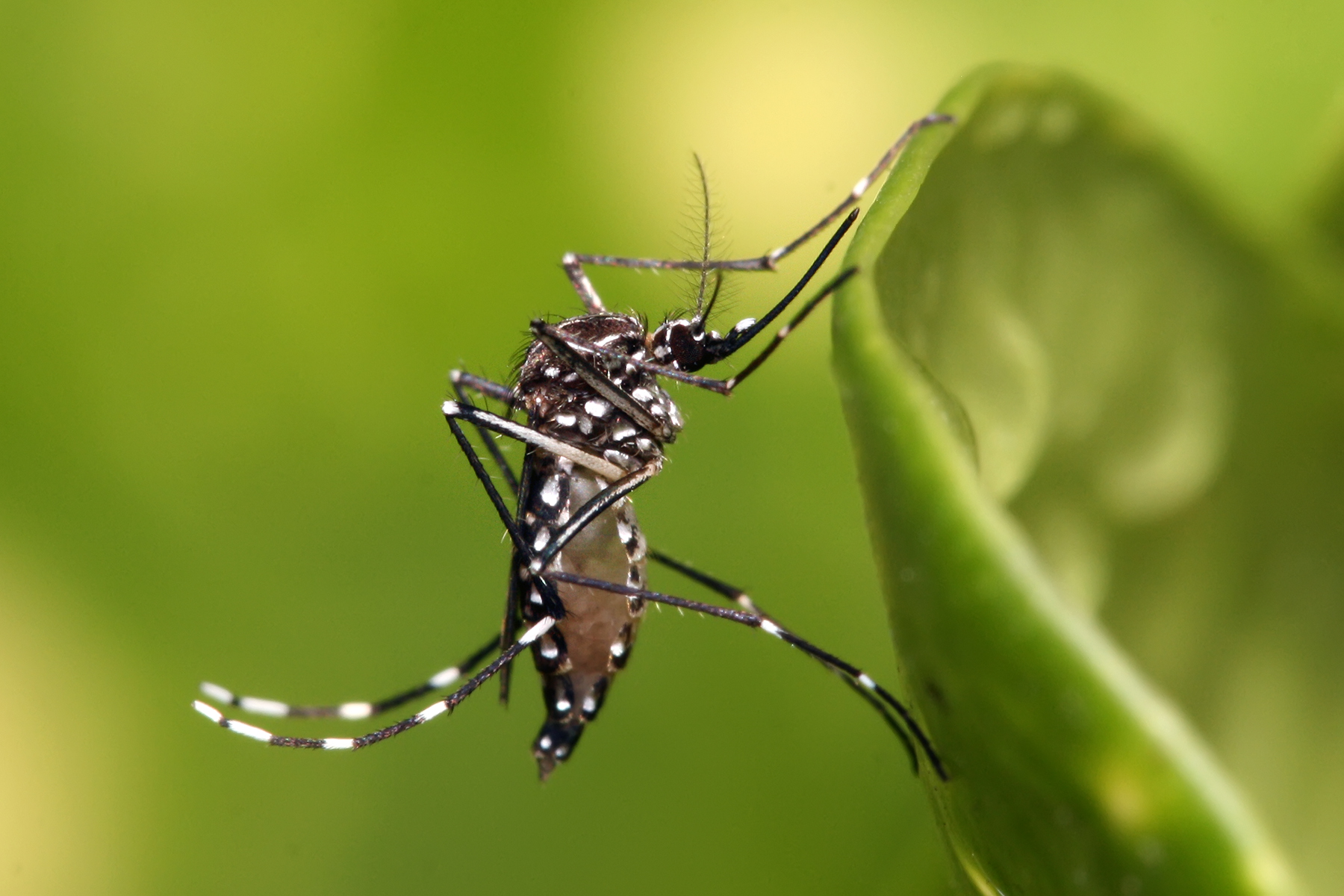
Aedes aegypti — переносчик жёлтой лихорадки и лихорадки денге

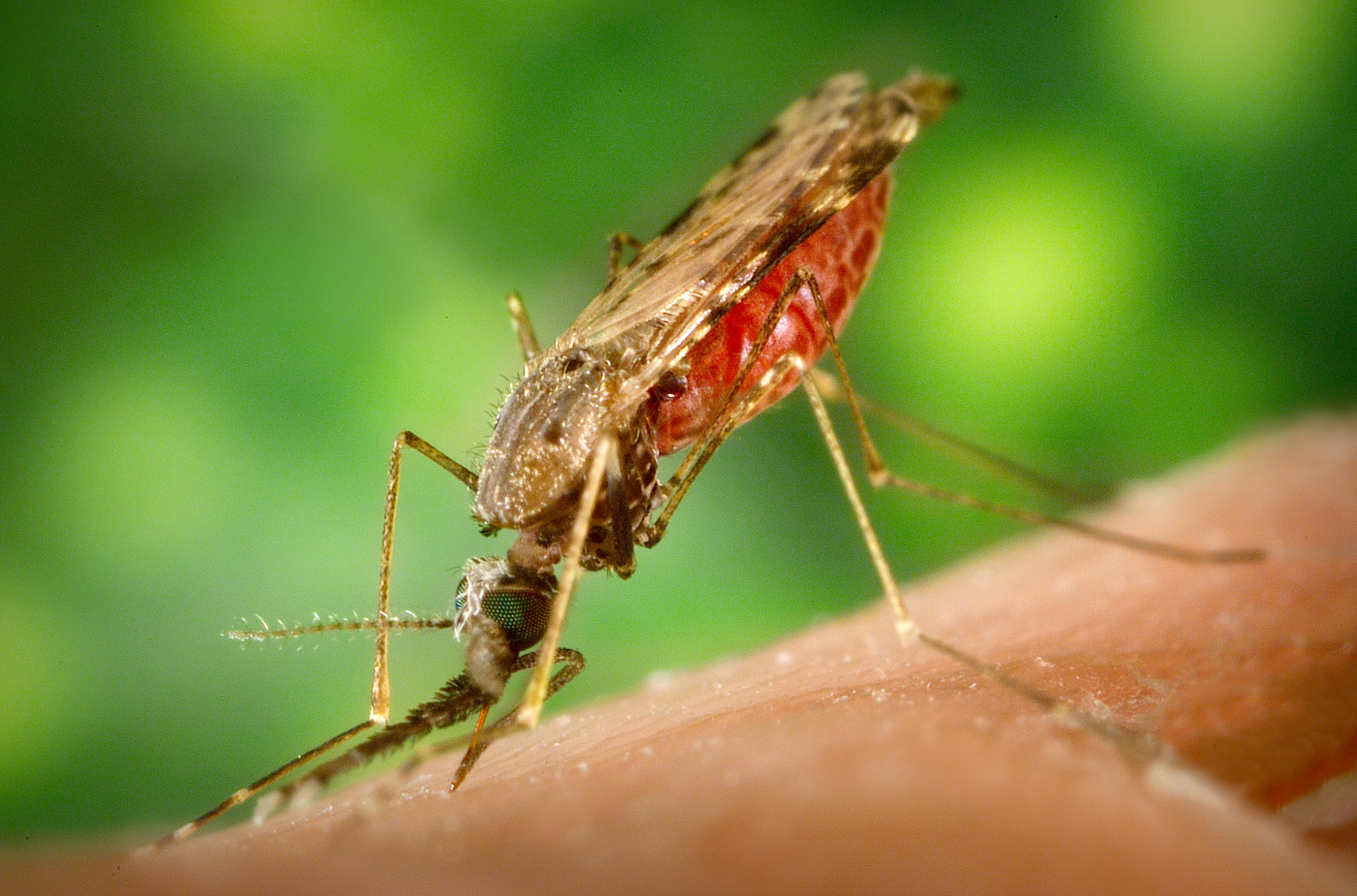
Anopheles albimanus — переносчик малярии питается кровью из руки человека

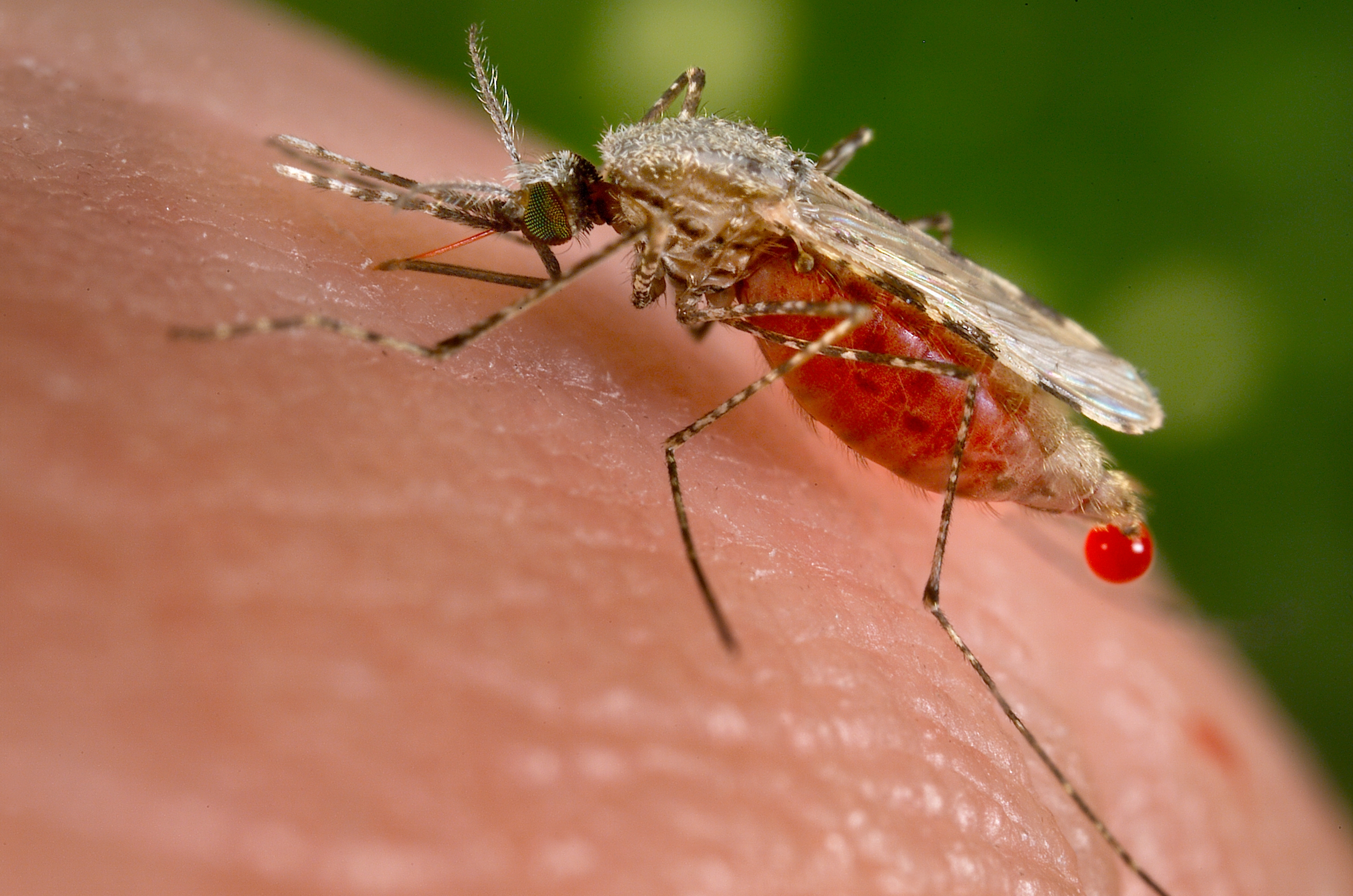
Самка Anopheles stephensi, напившаяся крови и начавшая выделение излишнего количества жидкой фракции крови, чтобы освободить место в кишечнике для более твёрдых питательных веществ

Комары могут выступать в роли переносчиков опасных для здоровья и жизни человека заболеваний — болезнетворных бактерий, вирусов и паразитов. Инфицированные комары переносят вирусы или организмы-паразиты от человека к человеку без проявления симптомов заболевания у самих себя. Заболевания, передаваемые комарами, включают в себя:
- паразитарные заболевания под общим названием малярия, вызываемые паразитами нескольких видов рода Plasmodium (плазмо́дии), переносимые комарами рода Anopheles (Ано́фелес);
- лимфатический филяриатоз (основной клинический признак — слоновость), который может распространяться широким спектром видов комаров[29];
- вирусные заболевания, передаваемые переносчиком Aedes aegypti: жёлтая лихорадка, лихорадка денге, чикунгунья. Лихорадка Денге является наиболее частой причиной лихорадки у путешественников, возвращающихся из стран Карибского бассейна, Центральной Америки и юга Центральной Азии. Это заболевание передаётся только через укусы инфицированных ранее комаров и не может передаваться от человека к человеку. Тяжёлые случаи этого вида лихорадки могут быть смертельно опасными, однако на фоне своевременной и правильной терапии менее чем 1 % больных умирает от лихорадки Денге;
- проблема Вируса Западного Нила вызывает озабоченность в Соединённых Штатах, тем не менее, не существует надёжной (достоверной) статистики о распространённости случаев данного заболевания по всему миру;
- распространение вируса восточного конского энцефалита является проблемой восточной части Соединённых Штатов Америки;
- туляремия — бактериальная инфекция, вызываемая Francisella tularensis передаётся различными способами, в том числе через укусы мух и комаров Culex и Culiseta, которые являются переносчиками возбудителей туляремии, а также арбовирусных инфекций, таких как Вирус Западного Нила.

Хотя первоначально передача ВИЧ-инфекции рассматривалась в качестве серьёзной проблемы общественного здравоохранения, практические соображения и исследования эпидемиологической модели предполагают, что любая передача вируса ВИЧ-инфекции комарами на практике крайне маловероятна (является «худшим случаем»).
Комары участвуют в передаче различных типов заболевания более чем у 700 миллионов человек в год, в Африке, Южной Америке, Центральной Америке, Мексике, России и большей части Азии, с миллионами летальных исходов — по меньшей мере два миллиона человек ежегодно умирают от этих болезней, а показатель заболеваемости во много раз выше официально зарегистрированного.
Методы, используемые для предотвращения распространения болезней или защиты от комаров отдельных лиц в районах, где болезнь носит эндемический характер, включают в себя:
- контроль за популяцией переносчиков, направленный на борьбу с комарами или их ликвидацию;
- профилактика заболеваний, передаваемых комарами с использованием профилактических препаратов и разработка вакцин;
- предупреждение укусов комаров: применение инсектицидов, москитных сеток и репеллентов.

Так как заболевания передаются преимущественно старыми самками комаров, некоторые учёные предложили сосредоточить внимание на них, чтобы избежать эволюционного приспособления комаров к средствам борьбы.

## Борьба с комарами
Все средства защиты от комаров можно разделить на:
- экологические — благоустройство водоёмов, благоустройство подвальных помещений; экологические методы имеют целью создание в культурных ландшафтах условий, не пригодных для развития комаров (осушение заболоченных территорий, заглубление берегов водоёмов, очистку их от полупогруженной растительности);
- физические — ловушки как липучки и др., противомоскитные сетки, накомарники, пологи (антимоскитный шатёр), плотная одежда;
- народные — это растения и их экстракты, запах которых не переносят комары. Убедительных научных доказательств непереносимости нет;
- биологические — личинкоядные рыбы (гамбузия, медака японская, формоза[англ.] и др.), микробиологические (бактерии) уничтожители личинок комаров (биоларвицид и его разновидности), стрекозы ловят взрослых комаров в полёте, личинки стрекоз поедают личинок комаров в воде;
- химические — дезинсекция. Средства индивидуальной защиты: репелленты, инсектициды, фумигаторы (поджигаемые спирали; электро-фумигаторы, использующие сменные пластины с пропиткой, либо флаконы с жидкостью);
- технические — ультразвуковые устройства — отпугивающие комаров (действие отпугивателей в зависимости от модели распространяется на площадь от 20 до 5000 м2), хотя голландские учёные отмечали отсутствие доказательств влияния ультразвука на комаров[32];
- ультрафиолетовые устройства, уничтожающие комаров (москитная лампа).

Для массовой борьбы с комарами оказалось высокоэффективным применение экологически чистых биологических препаратов на основе бактерий Bacillus thuringiensis.
Очень эффективны личинкоядные рыбы, но с ними редко проводится систематическая работа, исключение составляет Сочинский питомник «Гамбузия» — бесплатно распространяющий рыбку гамбузию и эвкалипты.
Личиночная стадия комаров наиболее уязвимая, именно на этом основано действие препарата Bacillus thuringiensis — уничтожить комаров ещё в личиночной стадии, не дожидаясь, когда они превратятся во взрослую особь и разлетятся по всей округе.
В состав препарата входят споры и белковые кристаллы специальной микробной культуры Bacillus thuringiensis.
Плавая в воде, личинки комаров поедают споры и белковые кристаллы и погибают.
Для борьбы с распространением ряда вирусных инфекций (лихорадок денге, Зика и чикунгунья) используется заражение переносящих их комаров (в частности, Aedes aegypti и Aedes albopictus) вольбахией, подавляющей размножение вирусов. Бактерия распространяется среди комаров, за 10-20 недель заражает до 90 % популяции и сохраняется в ней не менее 5 лет. Метод применяется в Австралии, Вьетнаме, Индонезии, Колумбии, Бразилии и Китае.

### Генетическая модификация
Другим способом борьбы с упомянутыми инфекциями является генетическая модификация комаров, в результате которой они дают нежизнеспособное потомство. Распространение достаточного количества таких самцов приводит к радикальному уменьшению численности популяции. Метод был опробован в 2009 году на Каймановых островах: на участке площадью 0,16 км2 выпустили партию модифицированных самцов Aedes aegypti, и численность комаров там снизилась на 96 %. Позже прошли успешные испытания в Панаме, Малайзии и Бразилии. В отличие от борьбы с инфекциями путём заражения комаров вольбахией, этот метод требует ежегодного выпуска подготовленных особей. Разрабатываются и методы генетической модификации комаров, приводящие к подавлению репликации вируса денге и к апоптозу клеток в ответ на присутствие вируса.